# Les Schtroumpfs et la Machine à rêver
 (juin 2019).
Les Schtroumpfs et la Machine à rêver est le trente-septième album, et la cent-unième histoire, de la série de bande dessinée Les Schtroumpfs originellement créée par Peyo. Publié en 2019 aux éditions Le Lombard, l'album est scénarisé par Alain Jost et Thierry Culliford et illustré par Jeroen De Coninck et Miguel Díaz Vizoso.

## Résumé
Lors d'une cueillette en forêt, le Schtroumpf gourmand, le Schtroumpf costaud et le Schtroumpf peureux font une étrange découverte. Au soir, les trois Schtroumpfs ne sont toujours pas rentrés avant d'être finalement retrouvés souriants, l'air distrait mais saufs. Le lendemain, les Schtroumpfs bricoleur, musicien et timide se joignent à eux en forêt et au soir, les six Schtroumpfs manquent à l'appel… avant de revenir tard le soir tout joyeux. Le Grand Schtroumpf en a plus qu'assez mais veux découvrir ce qui se trame. Le Schtroumpf à lunettes se propose alors de les suivre en forêt le lendemain.
Ils les découvrent au creux d'un arbre mort s'amusant devant une plaque brillante et portant des lunettes magiques. Le Schtroumpf à Lunettes s'essaye à son tour mais sa myopie l'empêche de voir quoi que ce soit. Les autres Schtroumpfs lui expliquent qu'ils peuvent vivre leurs rêves les plus fous. Incrédule, le Schtroumpf à lunettes repart prévenir le Grand Schtroumpf. Ce dernier flaire un piège et pense tout de suite à Gargamel et à un éventuel complice plus doué que lui en la matière.
Chez Gargamel en effet, le mage Occultus use de sa magie pour tenir en son pouvoir les six Schtroumpfs. Les deux sorciers ne s'apprécient guère mais se sont associés pour soutirer de l'or aux Schtroumpfs, bien que les motivations de Gargamel soient davantage personnelles. Par l'intermédiaire de la plaque de cristal, Occultus exige désormais à chacun d'eux une pépite d'or qu'ils devront déposer dans un pot près de l'arbre sans quoi, les merveilles qu'il leur fait vivre se termineront définitivement. Conscient de l'arrivée probable du Grand Schtroumpf et ne voulant pas que le charme s'arrête, le Schtroumpf costaud décide d'agir tandis que les deux sorciers conviennent de ramener l'or par l'intermédiaire d'Albine, la corneille d'Occultus.
Le Schtroumpf à lunettes conduit le Grand Schtroumpf à l'arbre mort mais n'y trouvent rien n'y personne et pour cause, les six Schtroumpfs ont emporté la plaque de cristal dans la vielle mine. Ils peuvent ainsi se planquer tout en étant à proximité de l'or à extraire. Le Grand Schtroumpf demande alors au reste du village de repérer le moindre indice en forêt et part le lendemain chez Gargamel avec le Schtroumpf à lunettes. Ils y découvrent la présence du mage Occultus travaillant sur sa propre plaque de cristal mais ne sont guère avancés sur l'intention des deux hommes.
Les jours passent sans que les « six » ne réapparaissent au village, trop occupés à la mine : du matin au soir, ils extraient de leur labeur six pépites qu'ils remettent à la corneille avant de vivre leurs rêves jusque tard le soir, complètement coupés de la réalité. Un jour pourtant, le Schtroumpf bûcheron repère l'un d'eux avec une cape verte et grâce aux indications du Schtroumpf tailleur sur ce qui s'apparente à une cape de mineur, le Grand Schtroumpf se rend à la mine avec quelques Schtroumpfs et fait embarquer la plaque de cristal au désarroi des six Schtroumpfs. Ces derniers supplient le Grand Schtroumpf de réutiliser la machine à rêver avant qu'elle ne s'éteignent, le chef comprenant alors qu'elle n'est qu'un moyen pour leur soutirer de l'or. La plaque ayant été placée dans la réserve, le Grand Schtroumpf décide de l'essayer seul… pour n'en ressortir que bien plus tard. Ébahi par ce qu'il a vu, il révèle au Schtroumpf à lunettes le prodige de la machine et contre toute attente, souhaite continuer à fournir de l'or, pour soi-disant continuer ses recherches...
Le lendemain, le Grand Schtroumpf autorise les six Schtroumpfs à exploiter la mine mais les autres villageois veulent également essayer la machine à rêves.  Finalement, tout le monde s'y met à l'exception du Schtroumpf à lunettes handicapé par sa vue défaillante, mais qui voient de jours en jours la vie du village profondément modifiée. La plupart des Schtroumpfs extraient quotidiennement des pépites et tous font la queue pour quelques minutes de rêve. Le Grand Schtroumpf lui-même explique au Schtroumpf à lunettes qu'il revit un souvenir de jeunesse avec une fée des arbres prénommée Florina qu'il a secourue jadis. Mais bien que conscient que ce n'est qu'un rêve, il demeure néanmoins hypnotisé comme les autres par la machine.
Le village tombe à l'abandon et le Schtroumpf à lunettes se retrouve bien seul. Il découvre alors que le Schtroumpf bêta avait autrefois trouvé une grande quantité d'or en cherchant du charbon dans la mine. Le minerai brillant étant inutile aux Schtroumpfs, il l'avait simplement stocké dans le fond d'une galerie. Le Schtroumpf à lunettes décide alors d'aller voir Occultus pour lui proposer un deal : en échange du gros tas de pépites, le mage devra partir. Gargamel tente de s'interposer mais Occultus le met sous hypnose à le faire prendre… pour un chat ! 
Toute la nuit, le Schtroumpf à lunettes transpose à grande peine tout l'or jusqu'à l'arbre mort et Occultus le récupère dans ses sacoches. D'un commun accord, le mage fait ensuite en sorte que quiconque se servant de la plaque voit le Schtroumpf à lunettes gâcher son rêve. Le dernier à en faire les frais est le Schtroumpf costaud qui se voit littéralement mettre une raclée par le Schtroumpf à lunettes ! De colère, le Schtroumpf costaud brise alors la plaque de cristal mettant fin au sort magique.
Occultus finit par quitter les lieux l'or en poche, sans savoir toutefois que le Schtroumpf à lunettes a troué les sacoches la nuit précédente, afin que cet escroc ne puisse s'enrichir. L'homme traverse alors les contrées en semant des pépites qui profitent aux simples villageois. Le Schtroumpf à lunettes retourne ensuite au village et craint les représailles mais il n'en est rien. Les Schtroumpfs sont conscients que travailler dans la mine pour quelques minutes de rêve et laisser le village à l'abandon n'en valait pas la peine et que le Schtroumpf à lunettes a agi courageusement pour le bien de tous.
Gargamel finit par redevenir normal et constate que l'or a été subtilisé par Occultus, mais celui-ci n'en profitera pas non plus. Au soir, une fête est donnée en l'honneur du Schtroumpf à lunettes qui ne se prive pas pour faire la morale à ses pairs...